# Barbara Fuchs

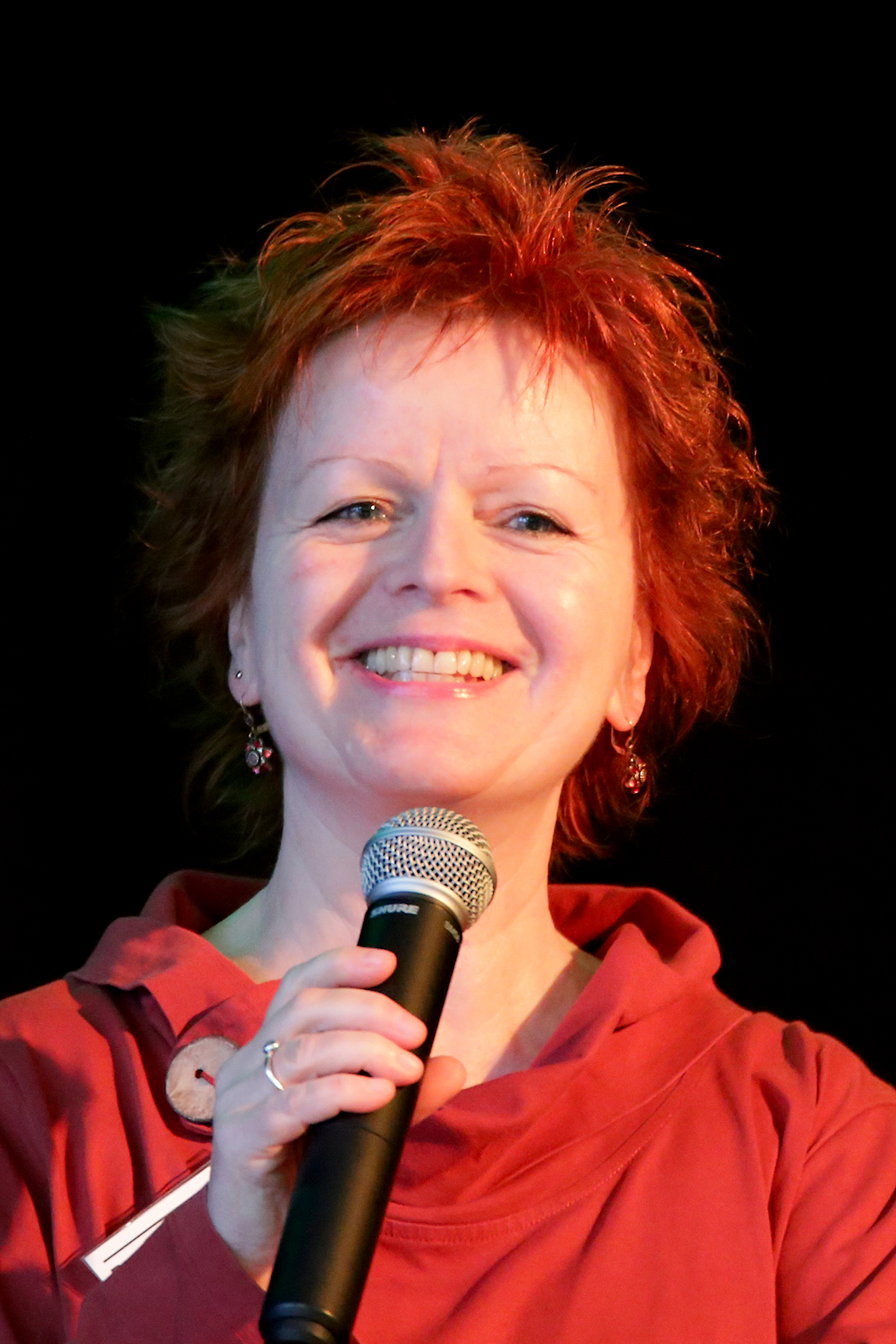
Barbara Fuchs, Mitglied des Bayerischen Landtags

Barbara Fuchs (* 8. Mai 1960 in Nürnberg) ist eine deutsche Politikerin (Bündnis 90/Die Grünen). Sie ist Fremdsprachenfachwirtin und Personalfachwirtin. Seit 2017 arbeitete sie in der Geschäftsführung der Handwerkerinnung Nürnberg, seit Oktober 2018 ist sie Mitglied des Bayerischen Landtages. Von 2014 bis 2020 war sie Stadträtin in Fürth und gleichzeitig stellvertretende Fraktionsvorsitzende der Grünen.

## Beruflicher Werdegang
Barbara Fuchs besuchte von 1970 bis 1976 das Wilhelm-Löhe-Gymnasium in Nürnberg. Anschließend lernte sie an der Fachakademie für Fremdsprachenberufe den Beruf Fremdsprachenfachwirtin, dem sie eine Ausbildung als Personalfachwirtin anschloss. Von 1980 bis 1997 arbeitete sie als Fremdsprachenfachwirtin in Nürnberg, wechselte dann zur Geschäftsleitung eines Handwerksbetriebs. Von 2002 bis 2017 war sie in der Geschäftsleitung eines mittelständischen Industriebetriebs im Landkreis Fürth tätig.
Seit 2017 ist sie Geschäftsführerin der Innung der Feinwerktechnik Mittelfranken in Nürnberg mit angeschlossenem Ausbildungszentrum.
Während ihrer Berufsjahre ließ sie sich außerdem zur Mediatorin in Wirtschafts- und Arbeitswelt ausbilden.

## Politisches Engagement
Barbara Fuchs’ politische Schwerpunkte liegen vor allem im Bereich der Finanzen und Wirtschaft, Frauenpolitik und Soziales. Zusätzlich engagiert sie sich im Bürgerverein Burgfarrnbach e. V., im Multikulturellen Frauentreff, in den Interkulturellen Gärten Fürth und den Unabhängigen Frauen Fürth (UFF).
Neben ihrem kommunalen politischen Engagement ist Barbara Fuchs in der Partei Bündnis 90/Die Grünen in den Landesarbeitsgemeinschaften Frauen, Wirtschaft und Ökologie tätig. Seit 2016 ist sie Mitglied im Bundesfrauenrat der Grünen und seit 2018 auch im Bayerischen Landesfrauenrat (BayLFR) aktiv.
Am 27. Oktober 2017 wurde Barbara Fuchs einstimmig als Bewerberin der Grünen für das Direktmandat im Stimmkreis 509 zum Bayerischen Landtag 2018 gewählt. In der aufstellenden Versammlung der Grünen Mittelfrankens wurde Barbara Fuchs auf den aussichtsreichen Platz 3 gewählt. Bei der Wahl am 14. Oktober 2018 erreichte sie ein Ergebnis von 20,4 % der Erststimmen in Fürth und wurde so in den Bayerischen Landtag gewählt. In der neuen Fraktion wurde sie im November 2018 zur wirtschaftspolitischen Sprecherin und Mittelstandbeauftragten ernannt. Des Weiteren ist Fuchs Mitglied des Ausschusses für Staatshaushalt und Finanzfragen. Am 27. Mai 2020 wurde sie zur stellvertretenden Vorsitzenden der Kontrollkommission BayernFonds gewählt. Im Januar 2023 wurde Fuchs auf Vorschlag der Hochschulleitung durch den Bayerischen Staatsminister Markus Blume zum Mitglied des Hochschulrats der Technischen Hochschule Nürnberg Georg Simon Ohm bestellt. Bei der Landtagswahl 2023 zog sie erneut in den Landtag ein.

## Privates
Fuchs ist geschieden, Mutter eines Kindes und evangelischer Konfession.